# Maarit Fagerholm
Maarit Fagerholm, född 1957, är en svensk dartspelare som är bosatt i Stockholm och kastar i klubben Söder.
Maarit Fagerholm vann SM 1994.